# 2007 en Afrique du Sud
Chronologie de l'Afrique du Sud
- 2003
- 2004
- 2005
- 2006
- 2007
- 2008
- 2009
- 2010
- 2011

Cet article traite des événements qui se sont produits durant l'année 2007 en Afrique du Sud, ou concernant le pays.

## Événements

### Janvier
- L'Afrique du Sud a voté avec la Chine et la Russie contre un projet de résolution visant à appeler le gouvernement de Myanmar à engager rapidement des réformes politiques[1].

### Mars
- 18 mars : Le belge Gerrit Schellens et la suisse Natascha Badmann remportent l'Ironman Afrique du Sud[2].

### Mai
- 3 mai : les Griqualand West Griquas remportent la Vodacom Cup 2007 (en) face aux Blue Bulls[3].
- 6 mai : Helen Zille, maire du Cap, a été élue présidente du principal parti de l'opposition, l'Alliance démocratique (DA)
- 20 mai : Le Mamelodi Sundowns FC remporte le Championnat d'Afrique du Sud de football 2006-2007[4].

### Juillet
- 21 juillet : Le Tri-nations est gagné par la Nouvelle-Zélande.
- 22 juillet : Taj Burrow s'impose devant Kelly Slater au J-Bay Open[5].

### Septembre
- 22 septembre : L’Égypte gagne le Championnat d'Afrique masculin de volley-ball 2007, organisé en Afrique du Sud[6].

### Octobre
- 18 octobre :  le chanteur de reggae Lucky Dube est décédé, tué par balle lors d’une tentative de vol de sa voiture.
- 20 octobre : L’Afrique du Sud gagne la Coupe du monde de rugby à XV face à l’Angleterre[7].
- 27 octobre : Les Free State Cheetahs remporte la Currie Cup Premier Division[8].

### Novembre
- 7 novembre :  Le Vol 723 (en) de Nationwide Airlines effectue un atterrissage d'urgence à l'aéroport international du Cap, en Afrique du Sud, car le moteur droit s'est détaché de l'avion. Les 112 occupants survivent[9].
- 27 novembre : Une importante Grève des mineurs débute dans le pays[10].

### Décembre
- 4 décembre : La grève touche désormais 240 000 travailleurs dans plus de 60 mines du pays [11].
- 8 décembre :  
  - Tansey Coetzee, succède à Megan Coleman, comme Miss Afrique du Sud[12].
  - La Nouvelle-Zélande gagne le Tournoi d'Afrique du Sud de rugby à sept face aux  Fidji[13].
- 21 décembre : Jacob Zuma  président du parti au pouvoir est accusé de corruption[14].

## Naissance
- 16 février : Stacey Fru, autrice et romancière[15]

## Décès
- 4 janvier : Marais Viljoen, ancien Président de la République[16]
- 9 janvier : Elmer Symons, Motocycliste[17]
- 18 mars : Bob Woolmer, entraîneur de cricket des Proteas de 1994 à 1999[18]
- 11 juillet : William Flynn, acteur et comédien[19]
- 1er août : Ryan Cox, cycliste professionnel de course sur route[20]
- 18 octobre : Lucky Dube, chanteur de reggae[21]
- 20 novembre : Ian Smith, ancien Premier ministre de Rhodésie[22],[23]
- 22 novembre : Reg Park, culturiste, homme d'affaires et acteur britannique[24]

### Articles de presse
- (en) David Blair et Peta Thornycroft, « Former Rhodesian PM Ian Smith dies », The Daily Telegraph, Londres,‎ 20 novembre 2007 (lire en ligne, consulté le 7 janvier 2014)

- (en) Alan Cowell, « Ian Smith, former Rhodesian leader, dies at 88 », The New York Times,‎ 2007 a (lire en ligne, consulté le 23 janvier 2014)